# Suore carmelitane del Sacro Cuore di Los Angeles
Le Suore Carmelitane del Sacro Cuore di Los Angeles (in inglese Carmelite Sisters of the Most Sacred Heart of Los Angeles; sigla O.C.D.) sono un istituto religioso femminile di diritto pontificio.

## Storia
Le origini della congregazione coincidono con quelle delle Carmelitane del Sacro Cuore di Guadalajara, fondate nel 1904 ad Atotonilco el Alto da María Luisa de la Peña.
A causa delle persecuzioni religiose in patria, nel 1927 la fondatrice e altre suore esularono in California, dove l'istituto si sviluppò notevolmente tanto che, nel 1932, fu possibile erigervi una provincia.
Nel 1983 il ramo californiano si staccò dall'istituto-madre, dando inizio a un istituto indipendente.

## Attività e diffusione
Le suore si dedicano alle opere scolastiche e ad attività assistenziali.
La sede generalizia è ad Alhambra, in California.
Alla fine del 2015 l'istituto contava 128 religiose in 12 case.